# Мислата
Мислата е град в област Валенсия, Испания. Граничи с град Валенсия и Карт де Поблет на запад и Ксиривела на юг.

## Население
През последните десетилетия Мислата се разраства от село в регион Орта на област Валенсия до най-гъсто населения град в Испания и един от десетте най-гъсто населени в Европа, с население от 43 363 души, разпределени в 2,1 km² (по данни за 2006 г.).
За този растеж допринасят по-добри транспортни комуникации, включително откриването на 20 май 1999 г. на две станции на валенсианското метро, които осигуряват директна връзка с главната жп гара и главната търговска зона в Карер де Колон. Допълнителни разширения на запад до летището на Валенсия и градовете Карт де Поблет и Манисес са завършени през 2007 г.
През последните години районът е почти погълнат от разрастващите се предградия на Валенсия.

## Местни фестивали
В допълнение към известния фестивал Фаяс, който се провежда от 15 до 20 март, се провеждат и много други фестивали, като тези в чест на Свети Архангел Михаил (през септември) или Свети Франциск от Асизи (през октомври).

## Забележителности
Основните забележителности на Мислата са църквата Mare de Déu dels Àngels (Богородица на ангелите) и Creu Coberta (Покритият кръст), който разделя града от Валенсия.